# Divisiones Regionales de la Región de Murcia 1961-62
Las divisiones regionales de fútbol son las categorías de competición futbolística de más bajo nivel en España, en las que participan deportistas aficionados, no profesionales. En las provincias de Murcia, Albacete y Alicante su administración corre a cargo de la Federación Regional Murciana de Clubes de Fútbol. Inmediatamente por encima de estas categorías estaba la Tercera División española.
En la temporada 1961-1962 las divisiones regionales se dividen en Primera Regional y Segunda Regional.
Los dos primeros clasificados de Primera Regional ascienden a Tercera División.

## Primera Regional

### Clasificación
|  |     | Equipos de fútbol      | PJ | G  | E | P  | GF | GC  | Dif | Pts |
|  | --- | ---------------------- | -- | -- | - | -- | -- | --- | --- | --- |
|  | 1.  | Jumilla CF             | 26 | 20 | 2 | 4  | 87 | 27  | +60 | 42  |
|  | 2.  | La Roda CF             | 26 | 18 | 1 | 7  | 78 | 39  | +39 | 37  |
|  | 3.  | Villena CF             | 26 | 16 | 4 | 6  | 77 | 38  | +39 | 36  |
|  | 4.  | SD Villajoyosa         | 26 | 14 | 2 | 10 | 74 | 51  | +23 | 30  |
|  | 5.  | Deportivo Unionense ED | 26 | 13 | 4 | 9  | 55 | 50  | +5  | 30  |
|  | 6.  | CD Muleño              | 26 | 12 | 4 | 10 | 79 | 54  | +25 | 28  |
|  | 7.  | UD Elda                | 26 | 12 | 3 | 11 | 59 | 55  | +4  | 27  |
|  | 8.  | UD Aspense             | 26 | 10 | 5 | 11 | 45 | 58  | -13 | 25  |
|  | 9.  | Alhama CF              | 26 | 11 | 2 | 13 | 66 | 51  | +15 | 24  |
|  | 10. | CD Tarazona            | 26 | 10 | 3 | 13 | 32 | 67  | -35 | 23  |
|  | 11. | Cehegín CF             | 26 | 10 | 2 | 14 | 42 | 53  | -11 | 22  |
|  | 12. | Yeclano CF             | 26 | 6  | 5 | 15 | 23 | 64  | -41 | 17  |
|  | 13. | Alcantarilla CF        | 26 | 4  | 5 | 17 | 34 | 74  | -40 | 10  |
|  | 14. | UD El Palmar           | 26 | 4  | 2 | 20 | 41 | 111 | -70 | 10  |
|  | 15. | CD Calasparra          | 0  | 0  | 0 | 0  | 0  | 0   | 0   | 0   |

Pts = Puntos; PJ = Partidos Jugados; G = Partidos Ganados; E = Partidos Empatados; P = Partidos Perdidos; GF = Goles Anotados; GC = Goles Recibidos
|  | Asciende a Tercera División  |
|  | Desciende a Segunda Regional |

## Segunda Regional

### Clasificación Grupo 1
Tan solo se detalla el equipo que ascendió y los equipos participantes, no hay datos completos.
|  |    | Equipos de fútbol    | PJ | G | E | P | GF | GC | Dif | Pts |
|  | -- | -------------------- | -- | - | - | - | -- | -- | --- | --- |
|  | 1. | CD Tobarra           | -  | - | - | - | -  | -  | -   | -   |
|  | 2. | CD Imperial Albacete | -  | - | - | - | -  | -  | -   | -   |
|  | 3. | CD Alto Júcar        | -  | - | - | - | -  | -  | -   | -   |
|  | 4. | Quintanar del Rey    | -  | - | - | - | -  | -  | -   | -   |
|  | 5. | La Gineta            | -  | - | - | - | -  | -  | -   | -   |

Pts = Puntos; PJ = Partidos Jugados; G = Partidos Ganados; E = Partidos Empatados; P = Partidos Perdidos; GF = Goles Anotados; GC = Goles Recibidos
|  | Asciende a Primera Regional |

### Clasificación Grupo 2
Tan solo se detalla el equipo que ascendió y los equipos participantes, no hay datos completos.
|  |    | Equipos de fútbol | PJ | G | E | P | GF | GC | Dif | Pts |
|  | -- | ----------------- | -- | - | - | - | -- | -- | --- | --- |
|  | 1. | Beniel CF         | -  | - | - | - | -  | -  | -   | -   |
|  | 2. | UD Lorquina       | -  | - | - | - | -  | -  | -   | -   |
|  | 3. | Alhameña          | -  | - | - | - | -  | -  | -   | -   |
|  | 4. | Caravaca          | -  | - | - | - | -  | -  | -   | -   |

Pts = Puntos; PJ = Partidos Jugados; G = Partidos Ganados; E = Partidos Empatados; P = Partidos Perdidos; GF = Goles Anotados; GC = Goles Recibidos
|  | Asciende a Primera Regional |